# Wagner do Nascimento
Wagner do Nascimento (27 de junho de 1936 — 6 de setembro de 2007) foi um professor, e político brasileiro. 
Elegeu-se prefeito de Uberaba (MG) em 1982 e ocupou o cargo durante os mandatos de 1983 a 1988.

## Carreira pública
Wagner nasceu em 27 de junho de 1936. 
Engenheiro civil, formou-se em 1965 pela Universidade de Uberaba, onde também atuou como professor. Ele trabalhou como engenheiro na CDI (Companhia dos Distritos Industriais), colaborando com a implantação dos Distritos I, II e III em sua cidade natal.
Sua trajetória política teve início em 1966, quando foi eleito vereador. Entre 1970 e 1972, atuou como vice-prefeito, e ocupou novamente essa função entre 1977 e 1982.
Em 1982, candidatou-se e foi eleito prefeito de Uberaba, exercendo o cargo de 1983 a 1988.
Posteriormente, foi eleito Deputado Federal por duas vezes, na legislatura de 1991 e novamente em 1999.

## Condenação
Em junho de 1988, Wagner foi condenado pela Justiça mineira por apropriação de verbas municipais, sendo sentenciado a dez anos de reclusão e ao ressarcimento do valor subtraído. No entanto, ele recorreu da sentença e concluiu seu mandato como prefeito em 31 de dezembro do mesmo ano. 
Ainda em 1988, ele foi nomeado Presidente de Honra do Conselho Estadual de Participação e Desenvolvimento da Comunidade Negra de Minas Gerais.

## Morte
Faleceu na manhã de 6 de setembro de 2007, aos 71 anos, vítima de um ataque cardíaco.